# برايان بلانشارد
برايان بلانشارد (بالإنجليزية: Brian Blanchard)‏ هو محامي وقاضي أمريكي، ولد في 1958.